# Ilisha lunula
Ilisha lunula är en fiskart som beskrevs av Kailola, 1986. Ilisha lunula ingår i släktet Ilisha och familjen Pristigasteridae. Inga underarter finns listade i Catalogue of Life.